# Okoubaka aubrevillei
Der tropische Urwaldbaum Okoubaka aubrevillei, auch Okoubakabaum (englisch: Okoubaka tree) und als Droge kurz Okoubaka genannt, ist ein westafrikanischer Baum und vor allem in Nigeria, Ghana und an der Elfenbeinküste verbreitet. Er gehört zur Familie der  Sandelholzgewächse, wird aber auch zuweilen zu den verwandten Olacaceae oder früher in eine kleine Familie namens Octoknemaceae gestellt.

## Vorkommen und Pflanzenbeschreibung
Der bis zu 40 Meter hohe Okoubaka ist ein laubabwerfender Baum mit runder Krone und herabhängenden Ästen. Der Stammdurchmesser erreicht bis zu 3 Meter. Der Stamm ist an der Basis geriffelt. Die grobe Borke ist grau- bis rötlich-braun. Die Zweige sind behaart. Er wächst ausschließlich in geschlossenen Waldbeständen. Es ist ein Hemiparasit.
Die einfachen, kurz gestielten Laubblätter sind meist wechselständig. Die ganzrandigen und spitzen, eiförmigen bis -lanzettlichen, unterseits meist etwas behaarten Blätter sind bis zu 20 Zentimeter lang und 3,5–6 Zentimeter breit. Die Spreitenbasis ist leicht herzförmig bis abgerundet. Die Nebenblätter fehlen.
Okoubaka aubrevillei ist einhäusig monözisch. Es werden bis 20 Zentimeter lange Rispen gebildet. Die grünen, kurz gestielten und sehr kleinen, eingeschlechtlichen Blüten sind fünfzählig mit einfacher Blütenhülle, die Kelchblätter fehlen. Es ist ein kleiner behaarter Blütenbecher ausgebildet. Die außen kurzhaarigen, dreieckigen Petalen, mit innen einem Haarbüschel über den Antheren, sind bis 2,5–3 Millimeter lang, die weiblichen Blüten sind etwas größer. In den männlichen Blüten sind sehr kleine Staubblätter und ein Pistillode vorhanden. In den weiblichen Blüten ist ein vierkammeriger, unterständiger und kleiner Fruchtknoten mit kurzem Griffel mit vierlappiger Narbe und Staminodien ausgebildet. Es ist jeweils ein lappiger, fein behaarter Diskus vorhanden.
Die ellipsoiden, kahlen und einsamigen Steinfrüchte sind gelb, bis 9(16) Zentimeter groß und hart. Der große, ellipsoide und rippig-grubige Steinkern ist bis 7 Zentimeter lang.

## Wichtige Inhaltsstoffe und Wirkung

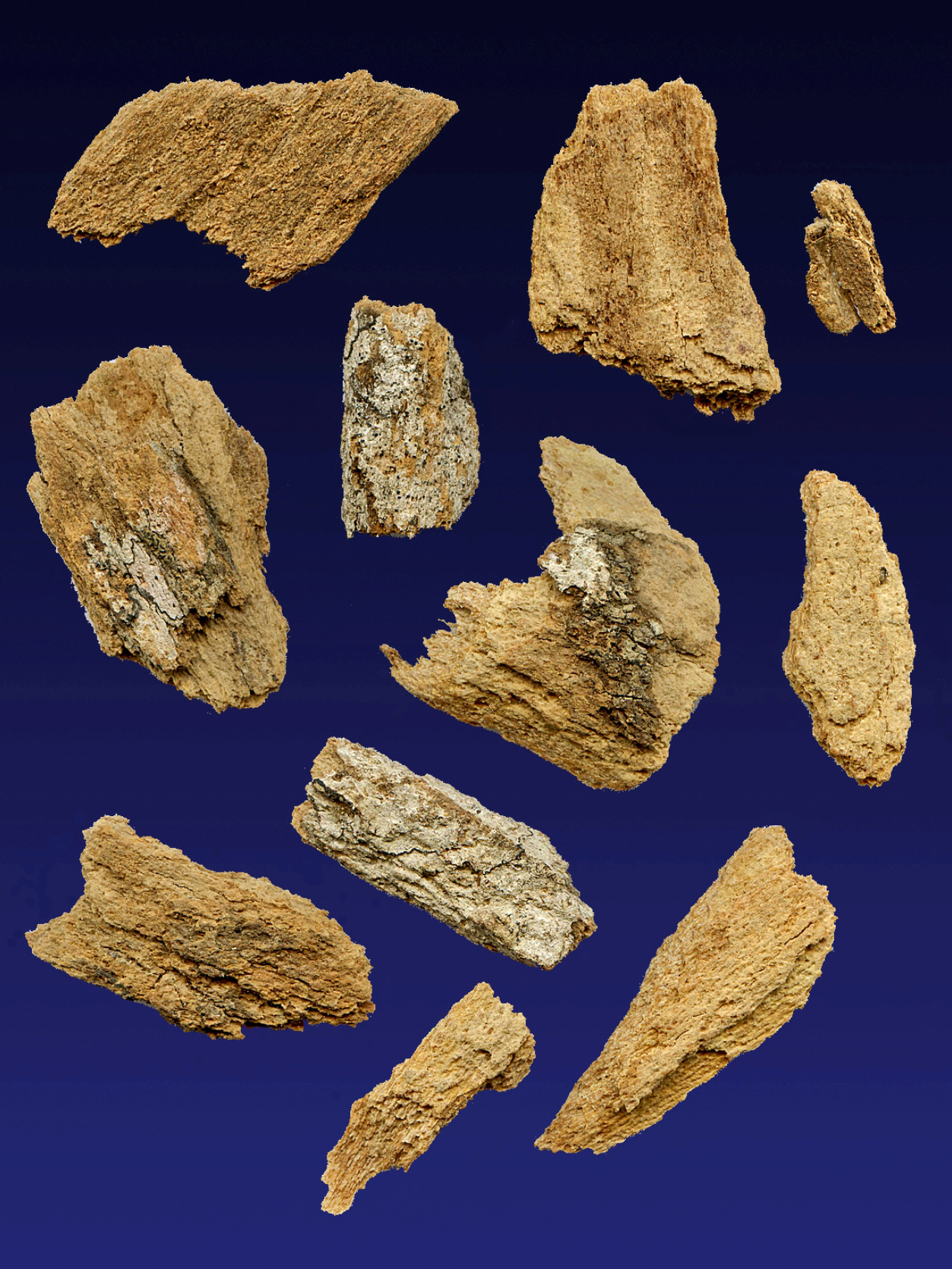
Zerkleinerte Borke von Okoubaka aubrevillei

Die wichtigen Inhaltsstoffe von Okoubaka aubrevillei stammen von der Rinde. Die Stammrinde kann als Gerbstoffdroge bezeichnet werden und beinhaltet neben den Gerbstoffen noch Catechine, Gallussäuren, Protocatechussäure und Phenolcarbonsäuren. Eine Urtinktur der Rinde weist einen adstringierenden und holzigen Geschmack auf. Bei Untersuchungen der Inhaltsstoffe und der Pharmakologie wurde eine leichte antibiotische sowie eine starke die Phagozytose steigernde Wirkung festgestellt.

## Volksmedizin
Einheimische in Westafrika benutzen die pulverisierte Rinde des Okoubakabaumes als Medizin (teelöffelweise oral genommen) zur Vorbeugung jeglicher Art von Vergiftung. Bei Hautkrankheiten oder Syphilis und Lepra wird eine Rindenabkochung verwendet. Auch wird die Rinde als Fischgift genutzt.